# 加拿大税务局
加拿大税务局（英語：Canada Revenue Agency (CRA)），是加拿大管理全国大多数省、地区税收、国际贸易税收以及若干社会福利、经济刺激政策的联邦政府机构。